# Logania nada
Logania nada är en fjärilsart som beskrevs av Hans Fruhstorfer 1915. Logania nada ingår i släktet Logania och familjen juvelvingar. Inga underarter finns listade i Catalogue of Life.